# Stazione di Alessandria della Rocca
La stazione di Alessandria della Rocca era una stazione ferroviaria posta sulla linea a scartamento ridotto Lercara-Magazzolo. Serviva il centro abitato di Alessandria della Rocca.

## Storia
La stazione di Alessandria della Rocca venne attivata il 15 luglio 1922, all’apertura del tronco Alessandria-Cianciana della linea Lercara-Magazzolo.
Venne chiusa al traffico nel 1959, come l’intera linea.

## Strutture e impianti
La stazione, posta alla progressiva chilometrica 48+308, contava due binari di corsa lunghi 240 m e due binari per il servizio merci.